# Torchwood/Episodenliste

Logo zur Serie

Diese Episodenliste enthält alle Episoden der britischen Science-Fiction-Serie Torchwood sortiert nach der britischen bzw. US-amerikanischen Erstausstrahlung. Die Fernsehserie umfasst vier Staffeln mit 41 Episoden.

## Übersicht
| Staffel | Episodenanzahl | Erstausstrahlung UK/USA | Erstausstrahlung UK/USA | Deutschsprachige Erstausstrahlung | Deutschsprachige Erstausstrahlung |
| Staffel | Episodenanzahl | Staffelpremiere         | Staffelfinale           | Staffelpremiere                   | Staffelfinale                     |
| ------- | -------------- | ----------------------- | ----------------------- | --------------------------------- | --------------------------------- |
| 1       | 13             | 22. Oktober 2006        | 1. Januar 2007          | 11. März 2009                     | 3. Juni 2009                      |
| 2       | 13             | 16. Januar 2008         | 4. April 2008           | 10. Juni 2009                     | 2. September 2009                 |
| 3       | 5              | 6. Juli 2009            | 10. Juli 2009           | 16. September 2009                | 14. Oktober 2009                  |
| 4       | 10             | 8. Juli 2011            | 9. September 2011       | 17. August 2012                   | 19. August 2012                   |

## Staffel 1
Die Erstausstrahlung der ersten Staffel war vom 22. Oktober 2006 bis zum 1. Januar 2007 auf dem britischen Sender BBC Three zu sehen. Die deutschsprachige Erstausstrahlung war vom 11. März bis zum 3. Juni 2009 auf dem Fernsehsender RTL II zu sehen.
| Nr. (ges.) | Nr. (St.) | Deutscher Titel                       | Originaltitel           | Erstausstrahlung UK | Deutschsprachige Erstausstrahlung (D) | Regie           | Drehbuch                     |
| --- | --------- | ------------------------------------- | ----------------------- | ------------------- | ------------------------------------- | --------------- | ---------------------------- |
| 1 | 1         | Wie alles begann                      | Everything Changes      | 22. Okt. 2006       | 11. März 2009                         | Brian Kelly     | Russell T Davies             |
| Ein Serienmörder macht die Straßen von Cardiff unsicher. Am Tatort eines der erstochenen Opfer wird die Streifenpolizistin Gwen Cooper Zeuge der Untersuchungen einer mysteriösen Gruppe, die sich Torchwood nennt. Geschockt muss sie mit ansehen, wie das Team das Opfer scheinbar wiederbelebt – nur um es nach zwei Minuten wieder sterben zu lassen. Gwen wird besessen davon, mehr über Torchwood und dessen Anführer Captain Jack Harkness herauszufinden und gerät bald in eine Welt voll furchteinflößender Monster und außerirdischer Artefakte, die ihr Leben für immer ändern könnte. |           |                                       |                         |                     |                                       |                 |                              |
| 2 | 2         | Tag eins                              | Day One                 | 22. Okt. 2006       | 18. März 2009                         | Brian Kelly     | Chris Chibnall               |
| Während Torchwood die Auswirkungen eines Meteoriteneinschlages untersucht, befreit Gwen versehentlich eine gasförmige, außerirdische Lebensform, die im Inneren des Meteoriten gefangen war. Dieses Wesen nährt sich von der Energie, die während des sexuellen Höhepunkts erreicht wird und entzieht diese den Menschen. Das Geschöpf übernimmt den Körper einer jungen Frau namens Carys Fletcher, die bald beginnt, unter seinem Einfluss zu handeln und Männer durch den Geschlechtsverkehr zu töten. Aber während Jack, Toshiko und Owen nur darauf fixiert sind, den Außerirdischen unschädlich zu machen, setzt Gwen alles daran, Carys das Leben zu retten. |           |                                       |                         |                     |                                       |                 |                              |
| 3 | 3         | Die Geistermaschine                   | Ghost Machine           | 29. Okt. 2006       | 25. März 2009                         | Colin Teague    | Helen Raynor                 |
| Bernie, ein Straßendieb, hat ein außerirdisches Artefakt erbeutet, welches Emotionen verstärkt, die an einem bestimmten Ort stattgefunden haben. Mit diesem Gerät, einer Geistermaschine, sieht er seinen eigenen Tod in der Zukunft. Torchwood nimmt das Gerät in Gewahrsam, um es zu untersuchen und Owen beobachtet damit eine Vergewaltigung in der Vergangenheit. Als Gwen das Artefakt benutzt, sieht sie sich selbst vor Seans Wohnung mit einem blutverschmierten Messer in den Händen. |           |                                       |                         |                     |                                       |                 |                              |
| 4 | 4         | Cyberwoman                            | Cyberwoman              | 5. Nov. 2006        | 1. Apr. 2009                          | James Strong    | Chris Chibnall               |
| Ianto Jones versteckt ein Geheimnis in den Kellern von Torchwood – seine Freundin Lisa, die während des Angriffs der Cybermen halb zu einem von ihnen konvertiert wurde. Während Ianto sie pflegt und versucht, einen Weg zu finden, um sie zu retten, steuert er ohne es zu ahnen auf eine Katastrophe zu, denn Lisa ist längst kein Mensch mehr. |           |                                       |                         |                     |                                       |                 |                              |
| 5 | 5         | Aus dunkler Vorzeit                   | Small Worlds            | 12. Nov. 2006       | 8. Apr. 2009                          | Alice Troughton | Peter J. Hammond             |
| In einem Wald in der Nähe von Cardiff wird die alte Frau Estelle Cole Zeugin einer seltsamen Erscheinung, die sie für Feen hält. Währenddessen wird ein Pädophiler durch Rosenblätter erstickt, tyrannische Schulkinder werden durch merkwürdige Winde angegriffen und ätherisches Gelächter erschallt. Der einzige Zusammenhang ist ein introvertiertes kleines Mädchen namens Jasmine Pierce. Und während Jack versucht, das Kind vor einem ungewissen Schicksal zu bewahren, merkt er, wie ihn seine Vergangenheit einholt: In Form einer alten Liebe und einer noch sehr viel älteren Bedrohung. |           |                                       |                         |                     |                                       |                 |                              |
| 6 | 6         | Erntezeit                             | Countrycide             | 19. Nov. 2006       | 15. Apr. 2009                         | Andy Goddard    | Chris Chibnall               |
| Im ländlichen Wales verschwinden immer wieder spurlos Menschen. Ist der von Cardiff ausgehende Riss im Raum-Zeit-Gefüge dafür verantwortlich? Das Torchwood-Team macht einen Ausflug aufs Land um mehr herauszufinden. Bei den Nachforschungen in einem scheinbar verlassenen Dorf stoßen sie bald auf grausam zugerichtete Überreste menschlicher Körper. Aber als das Team getrennt und angegriffen wird, müssen sie bald feststellen, dass die größten Monster nicht immer aus dem Weltall kommen, denn tatsächlich sind es die Dorfbewohner selbst, die die vermissten Menschen töten und aufessen. |           |                                       |                         |                     |                                       |                 |                              |
| 7 | 7         | Timeo Danaos…                         | Greeks Bearing Gifts    | 26. Nov. 2006       | 15. Apr. 2009                         | Colin Teague    | Toby Whithouse               |
| Cardiff 1812: Eine Prostituierte namens Mary wird fast von einem Soldaten getötet, als plötzlich ein rätselhaftes Licht erscheint… Fast 200 Jahre später: Bei Bauarbeiten in der Stadt werden ein Skelett und eine außerirdische Maschine freigelegt. Während Torchwood die neue Entdeckung untersucht, wird das Team von einer jungen Frau beobachtet – Mary. Um an das Team heranzukommen verführt Mary Toshiko und gibt ihr einen Anhänger, der dem Träger erlaubt, die Gedanken der Menschen um sich herum zu hören. Während Tosh versucht, an dieser enormen Fähigkeit nicht zu zerbrechen, nutzt Mary ihre Schwäche aus, um in den Hub zu gelangen… |           |                                       |                         |                     |                                       |                 |                              |
| 8 | 8         | Sie haben Suzie schon wieder getötet! | They Keep Killing Suzie | 3. Dez. 2006        | 29. Apr. 2009                         | James Strong    | Paul Tomalin & Dan McCulloch |
| Nachdem ein Serienmörder das Wort „Torchwood“ mit dem Blut seiner Opfer an die Wand eines Tatortes schreibt, stimmt Jack widerstrebend zu, noch einmal den „Auferstehungs-Handschuh“ zu benutzen, der Menschen für zwei Minuten wiederbelebt und in der ersten Folge für Suzie Costello zum Verderben wurde. Gwen legt ein außerordentliches Talent mit dem Handschuh an den Tag und bald verdichten sich durch die Aussagen der Toten die Hinweise darauf, dass es einen Zusammenhang zwischen dem Morden und der verstorbenen Suzie gibt. Um mehr zu erfahren, wird schließlich Suzie selbst wiederbelebt – doch im Gegensatz zu all den anderen Opfern stirbt sie nicht nach zwei Minuten wieder. Es stellt sich heraus, dass der Handschuh Gwen Lebensenergie entzieht und so Suzie am Leben hält. Suzie hat das offenbar alles bereits vor ihrem Selbstmord in der ersten Folge geplant, ja sogar den Serienmörder konditioniert, um Torchwood zu zwingen, sie wieder zu beleben. Um Gwen zu retten, muss der Handschuh zerstört werden, wodurch Suzie erneut stirbt. |           |                                       |                         |                     |                                       |                 |                              |
| 9 | 9         | Das sechste Auge                      | Random Shoes            | 10. Dez. 2006       | 6. Mai 2009                           | James Erskine   | Jacquetta May                |
| Der von UFOs besessene Mittzwanziger Eugene Jones erwacht auf einer Landstraße – nur um zu erkennen, dass er durch einen Autounfall mit Fahrerflucht ums Leben gekommen und nun für die Lebenden unsichtbar ist. Während Eugene verzweifelt versucht, sich an seine letzten Tage zu erinnern, stellt auch Gwen Cooper Untersuchungen über den Tod des jungen Mannes an. Denn dieser hatte zuletzt immer wieder versucht, mit Torchwood Kontakt aufzunehmen… |           |                                       |                         |                     |                                       |                 |                              |
| 10 | 10        | Die Gestrandeten                      | Out of Time             | 17. Dez. 2006       | 13. Mai 2009                          | Alice Troughton | Catherine Tregenna           |
| Ein Flugzeug aus dem Jahr 1953 gelangt durch den Riss in die Gegenwart und mit ihm drei Passagiere: Die Pilotin Diane Holmes, die jugendliche Emma-Louise Cowell und ihr Onkel, John Ellis. Plötzlich steht das Torchwood-Team vor der Herausforderung, den drei Gestrandeten die Chance auf einen Neuanfang zu geben – denn einen Weg zurück gibt es nicht. Während sich Gwen um Emma zu kümmern versucht, verliebt sich Owen bald in Diane. Und Jack, der versucht, John zu helfen, muss feststellen, dass sich nicht jeder an eine neue Welt anpassen kann. |           |                                       |                         |                     |                                       |                 |                              |
| 11 | 11        | Faustrecht                            | Combat                  | 24. Dez. 2006       | 20. Mai 2009                          | Andy Goddard    | Noel Clarke                  |
| Jack und Gwen erfahren, dass Weevils von Menschen entführt werden, und entdecken bald die Leiche eines Mannes, der anscheinend von einem Weevil ermordet worden ist. Owen, noch von Dianes Abschied deprimiert, wird ausgeschickt, um undercover Nachforschungen anzustellen. Bald schon erkennt er einen Zusammenhang zwischen den Entführungen und dem Immobilienmogul Mark Lynch. Durch Lynch gerät Owen in eine sadistisch zwielichtige Welt – aber kann er dieser Lebensart widerstehen oder wird er von ihr verschlungen? |           |                                       |                         |                     |                                       |                 |                              |
| 12 | 12        | Captain Jack Harkness                 | Captain Jack Harkness   | 1. Jan. 2007        | 27. Mai 2009                          | Ashley Way      | Catherine Tregenna           |
| Bei den Untersuchungen in einer leerstehenden Konzerthalle werden Jack und Tosh in der Zeit zurücktransportiert, und sie finden sich im Cardiff des Jahres 1941 wieder, während des Luftangriffes der deutschen Luftwaffe. In diesem Zeitabschnitt beherbergt die Konzerthalle eine Gruppe von Royal-Air-Force-Piloten, die die letzten Tage ihres Urlaubs genießen – und zu Toshikos Erstaunen wird einer von ihnen Captain Jack Harkness genannt. Tosh muss einen Weg finden, um in die Gegenwart zurückzukehren, bevor jemand hinter das Geheimnis ihres Freunds kommt. Allerdings wird der Zeitriss in beiden Jahrzehnten von einer geheimnisvollen Gestalt bewacht. |           |                                       |                         |                     |                                       |                 |                              |
| 13 | 13        | Das Ende aller Tage                   | End of Days             | 1. Jan. 2007        | 3. Juni 2009                          | Ashley Way      | Chris Chibnall               |
| Owens Manipulation am Zeitriss, um Jack und Tosh wieder aus dem Jahr 1941 zurückzubringen, lässt diesen unkontrolliert expandieren, und überall auf der Erde erscheinen Gestalten aus Vergangenheit und Zukunft. Die Beulenpest bedroht Cardiff, mächtige Raumschiffe hängen im Himmel und die Toten kommen zurück, um das Torchwood-Team zu verfolgen. Gwen stellt fest, dass der rätselhafte Bilis Manger der Schlüssel zu diesen Vorfällen ist – aber ist er ein Freund oder ein Feind? Und welche Art des Lebens befindet sich auf der dunklen Seite des Risses? |           |                                       |                         |                     |                                       |                 |                              |

## Staffel 2
Die Erstausstrahlung der zweiten Staffel war vom 16. Januar bis zum 4. April 2008 auf dem britischen Sender BBC Two zu sehen. Die deutschsprachige Erstausstrahlung war vom 10. Juni bis zum 2. September 2009 auf dem Fernsehsender RTL II zu sehen.
| Nr. (ges.) | Nr. (St.) | Deutscher Titel                 | Originaltitel        | Erstausstrahlung UK | Deutschsprachige Erstausstrahlung (D) | Regie                | Drehbuch           |
| --- | --------- | ------------------------------- | -------------------- | ------------------- | ------------------------------------- | -------------------- | ------------------ |
| 14 | 1         | Kiss Kiss Bang Bang             | Kiss Kiss, Bang Bang | 16. Jan. 2008       | 10. Juni 2009                         | Ashley Way           | Chris Chibnall     |
| Nach seinem unerwarteten Verschwinden am Ende von Staffel 1 taucht Jack wieder in Cardiff auf. Und prompt gibt es Ärger: Captain John Hart, wie Jack ein weiterer ehemaliger Time-Agent und Jacks Ex-Partner, kommt durch den Riss. Er will die Hilfe des Teams, um einige Bomben in der Stadt aufzuspüren, die durch den Riss gekommen waren. Jack traut ihm nicht, willigt aber ein. Das Team teilt sich in kleine Gruppen auf, um das vermeintlich gefährliche Strandgut zu suchen. Und Captain Hart nutzt die Gelegenheit, einen nach dem anderen auszuschalten und die gestrandeten Behälter in Besitz zu nehmen. Jedoch gelingt es dem Team, sich wieder zu vereinen und Captain Hart zu stellen. Die Behälter werden von Captain Hart im Beisein des Teams geöffnet. Der zusammengesetzte Inhalt entpuppt sich jedoch als Bombe, die sich an John heftet und per Zeitzünder zu explodieren droht. Dies ist als Falle von der getöteten Vorbesitzerin auf die DNA ihres Mörders eingestellt. Jack löst diese Verbindung mit der Bombe kurz vor Ablauf der Zeit, indem er gemischtes Blut aller Teammitglieder in Johns Körper injiziert. |           |                                 |                      |                     |                                       |                      |                    |
| 15 | 2         | Invasion                        | Sleeper              | 23. Jan. 2008       | 17. Juni 2009                         | Colin Teague         | James Moran        |
| Aus einem Einbruch wird ein Massaker, bei dem einer der Einbrecher stirbt, ein anderer Einbrecher und der Hausherr werden schwer verletzt. Lediglich seine Frau trägt keine Verletzungen davon. Damit ist sie auch Torchwoods erste Verdächtige. Jack hält sie für ein Alien, eine Spionin einer fremden Rasse, die die Erde übernehmen will. Doch sie scheint von nichts zu wissen. Dann überschlagen sich die Ereignisse, als überall in Cardiff Anschläge ausgeführt werden. Die Invasion scheint bereits begonnen zu haben. |           |                                 |                      |                     |                                       |                      |                    |
| 16 | 3         | Bis zum letzten Mann            | To the Last Man      | 30. Jan. 2008       | 24. Juni 2009                         | Andy Goddard         | Helen Raynor       |
| Einmal im Jahr holt das Torchwood-Team Tommy Brockless aus einer Cryogenic-Kammer im Hub und weckt ihn auf. Tommy ist ein junger Mann aus dem Jahr 1918, der vom damaligen Torchwood aus einem Krankenhaus für Kriegsverletzte geholt wurde. Er soll helfen, die Welt zu retten – wie genau, weiß allerdings keiner. Die Anweisung dafür wurde von Torchwood in einer Kapsel versiegelt, die sich erst öffnet, wenn der richtige Moment gekommen ist. In diesem Jahr scheint es so weit zu sein, und Tommy muss verhindern, dass das Jahr 1918 und unsere Zeit kollidieren. Doch Jack weiß, welches Schicksal Tommy im Ersten Weltkrieg droht und Toshiko ist sich nicht sicher, ob sie ihn gehen lassen kann. |           |                                 |                      |                     |                                       |                      |                    |
| 17 | 4         | Fleisch                         | Meat                 | 6. Feb. 2008        | 1. Juli 2009                          | Colin Teague         | Catherine Tregenna |
| Ein LKW der von Rhys, Gwens Verlobtem, geleiteten Firma verunglückt auf der Autobahn. Als Rhys am Unfallort eintrifft, sieht er Gwen und den Rest des Teams den Wagen inspizieren und die Ladung, nach Owens Feststellung Fleisch eines Aliens, sicherstellen. Da Gwen ihm gegenüber nicht ehrlich ist und ihre Verwicklung in die Ermittlungen nicht zugibt, folgt Rhys ihr. Die Spur führt zu einem Lagerhaus. Während das Team noch beobachtet, gelangt Rhys durch einen Trick hinein. Er findet ein riesiges Alien vor, das von skrupellosen Männern bei lebendigem Leib als Fleischquelle aufgeschnitten wird. Ein Streit mit Gwen am Abend führt dazu, dass diese Rhys von ihrer Arbeit bei Torchwood beichtet und ihn mit in den Hub nimmt. Das Team will mit seiner Hilfe das Alien retten. |           |                                 |                      |                     |                                       |                      |                    |
| 18 | 5         | Adam                            | Adam                 | 13. Feb. 2008       | 8. Juli 2009                          | Andy Goddard         | Catherine Tregenna |
| Torchwood bekommt es mit Adam zu tun, einem Alien, das Erinnerungen verändern kann. Adam macht das Team glauben, er gehöre zu ihnen – doch sein Spiel mit den Gedanken der anderen hat Folgen: Jack kämpft mit Erinnerungen an seine Kindheit, Gwen vergisst ihre Beziehung zu Rhys, Toshiko glaubt, sie sei Adams Freundin, Owen ist unsterblich in Tosh verliebt und Ianto fürchtet, ein Mörder zu sein. |           |                                 |                      |                     |                                       |                      |                    |
| 19 | 6         | Nebenwirkungen                  | Reset                | 13. Feb. 2008       | 15. Juli 2009                         | Ashley Way           | J.C. Wilsher       |
| Torchwood im Kampf gegen eine Pharmafirma. Die Firma verwendet Aliens als Quelle ihrer neuartigen Wunderdroge „Reset“ und schreckt, um dies zu verbergen aber auch vor Mord nicht zurück. Jack holt Martha Jones ins Team, die er auf seiner letzten Reise mit dem Doctor kennengelernt hat und die nun für UNIT arbeitet. Martha wird als Patientin in die Forschungseinrichtung eingeschleust. Owen verliert bei der Mission sein Leben. |           |                                 |                      |                     |                                       |                      |                    |
| 20 | 7         | Untot                           | Dead Man Walking     | 20. Feb. 2008       | 22. Juli 2009                         | Andy Goddard         | Matt Jones         |
| Owen ist tot – erschossen auf der letzten Torchwood-Mission. Während Gwen, Tosh und Ianto noch trauern, macht Jack sich auf, den zweiten der „Auferstehungs-Handschuhe“ zu holen. Er holt Owen zurück, damit sich alle verabschieden können. Doch während der Handschuh die Toten sonst nur 2 Minuten lang zurückholen konnte, bleibt Owen am „Leben“. Er hat keinen Puls, keine sonstigen Lebenszeichen, eine Schusswunde in der Brust – doch er stirbt nicht. Und er verändert sich. Die Anzeichen deuten schließlich darauf hin, dass der Tod selbst auf die Erde zurückkehren will. Und dafür braucht er weitere Opfer. |           |                                 |                      |                     |                                       |                      |                    |
| 21 | 8         | Aus dem Leben eines Toten       | A Day in the Death   | 27. Feb. 2008       | 29. Juli 2009                         | Andy Goddard         | Joseph Lidster     |
| Owen hadert weiter mit seinem Leben als Untoter. Auf einem Hausdach erzählt er einer selbstmordgefährdeten jungen Frau von seinem Leben und Sterben: Jack hat ihn vorerst aus dem aktiven Einsatz verbannt, er ist zum Kaffee kochen und putzen verdammt. Er schwankt zwischen Langeweile, Wut und Todessehnsucht. Doch für einen neuen Auftrag braucht das Team ihn. |           |                                 |                      |                     |                                       |                      |                    |
| 22 | 9         | Die Braut, der vor nichts graut | Something Borrowed   | 5. März 2008        | 5. Aug. 2009                          | Ashley Way           | Phil Ford          |
| Gwen und Rhys wollen endlich heiraten. Doch am Tag vor der Hochzeit wird Gwen von einem Alien gebissen, am nächsten Tag ist sie hochschwanger. Entschlossen, die Feier nicht platzen zu lassen, fährt Gwen mit ihrem geplanten Tagesablauf fort. Doch die Mutter des Aliens, das sie in sich trägt, verfolgt sie und ist wild entschlossen, sich das Kind mit Gewalt zu holen. |           |                                 |                      |                     |                                       |                      |                    |
| 23 | 10        | Sie kamen aus dem Regen         | From Out of the Rain | 12. März 2008       | 12. Aug. 2009                         | Jonathan Fox Bassett | Peter J. Hammond   |
| Ein altes Kino wird wiedereröffnet und ein altes Unheil kommt nach Cardiff. Menschen sind zwischen Leben und Tod gefangen. Wer sind die mysteriösen Nachtreisenden, von denen Jack schon in den 1920er Jahren hörte, und wie kann das Team sie stoppen? |           |                                 |                      |                     |                                       |                      |                    |
| 24 | 11        | Verschollen                     | Adrift               | 19. März 2008       | 19. Aug. 2009                         | Mark Everest         | Chris Chibnall     |
| Ein Junge verschwindet auf dem Weg nach Hause spurlos. Gwen stellt auf Bitte ihres alten Kollegen Andy Nachforschungen an und traut ihren Augen kaum. Jack scheint in den Fall verwickelt zu sein. Oder holt sich der Riss nun auch Menschen, statt nur Aliens nach Cardiff zu bringen? Trotz Jacks eindeutiger Warnung hört Gwen nicht auf, den Fall zu verfolgen. |           |                                 |                      |                     |                                       |                      |                    |
| 25 | 12        | Offenbarungen                   | Fragments            | 21. März 2008       | 26. Aug. 2009                         | Jonathan Fox Bassett | Chris Chibnall     |
| Das Team gerät in einen Hinterhalt und wird in einem alten Lagerhaus verschüttet. Jack, Tosh, Owen und Ianto erinnern sich an ihre Vergangenheit und wie sie zu Torchwood kamen. Tosh, die in eine Spionageaktion hineingezogen und von Jack vor dem Gefängnis gerettet wurde; Ianto, der nach dem Fall von Torchwood One unbedingt in die Organisation wollte, um seine Freundin Lisa zu retten und Owen, dessen Verlobte von einem Alien getötet wurde. Als sie sich schließlich befreien können, ein neuer Schock: Captain Hart ist zurück – und er hat Jacks Bruder Grey dabei. |           |                                 |                      |                     |                                       |                      |                    |
| 26 | 13        | Wundmale                        | Exit Wounds          | 4. Apr. 2008        | 2. Sep. 2009                          | Ashley Way           | Chris Chibnall     |
| Grey will sich an Jack rächen, den er für sein jahrelanges Martyrium als Gefangener einer Alienrasse verantwortlich macht. Er lässt überall in Cardiff Bomben explodieren, die Weevils kommen aus der Kanalisation an die Oberfläche und die Stadt droht im Chaos zu versinken. Während Gwen, Tosh, Owen und Ianto ihr Bestes tun, um zu helfen, wird Jack von Captain Hart ins Jahr 27 n. Chr. entführt, wo ihn Grey an der Stelle, an der einmal Cardiff entstehen soll, lebendig begräbt. |           |                                 |                      |                     |                                       |                      |                    |

## Staffel 3: Kinder der Erde
Die Erstausstrahlung der dritten Staffel war vom 6. zum 10. Juni 2009 auf dem britischen Sender BBC One zu sehen. Die deutschsprachige Erstausstrahlung war vom 16. September bis zum 14. Oktober 2009 auf dem Fernsehsender RTL II zu sehen.
| Nr. (ges.) | Nr. (St.) | Deutscher Titel           | Originaltitel                | Erstausstrahlung UK | Deutschsprachige Erstausstrahlung (D) | Regie     | Drehbuch                       |
| --- | --------- | ------------------------- | ---------------------------- | ------------------- | ------------------------------------- | --------- | ------------------------------ |
| 27 | 1         | Kinder der Erde: Tag eins | Children of Earth: Day One   | 6. Juni 2009        | 16. Sep. 2009                         | Euros Lyn | Russell T Davies               |
| „We are coming“ Es ist ein ganz normaler Tag, als plötzlich weltweit zeitgleich jedes Kind stehen bleibt und den einen Satz sagt: „We are coming“. Eine schreckliche Wahrheit aus Jacks Vergangenheit (ein lange vergessene Ereignis aus dem Jahre 1965) droht ans Licht zu kommen, was auch der Regierung des Vereinigten Königreiches nicht gefällt. |           |                           |                              |                     |                                       |           |                                |
| 28 | 2         | Kinder der Erde: Tag zwei | Children of Earth: Day Two   | 7. Juni 2009        | 23. Sep. 2009                         | Euros Lyn | John Fay                       |
| „We are coming tomorrow“ Die Regierung in London versucht etwas zu vertuschen, weshalb Torchwood eine Gefahr für sie darstellt. Daher wird Torchwood 3 mithilfe einer Bombe, die Jack eingepflanzt wurde, dem Erdboden gleichgemacht. Ianto und Gwen überleben aber und können fliehen. Von Jack werden nur einzelne Körperteile gefunden, von der Regierung sichergestellt und per Video überwacht. Als sein Wiederherstellungsprozess startet, wird Jacks Leichnam in einer Zelle angekettet. Um ihn noch sicherer zu verwahren, wird die Zelle schließlich mit Beton ausgegossen. Daher können Gwen und Rhys ihn nicht durch die Tür befreien. Dies gelingt aber nahezu zeitgleich Ianto, der den ganzen Betonblock samt Gebäudeaußenwand mit einem Teleskoplader abtransportiert. Währenddessen baut die Regierung im Geheimen etwas nach den Plänen der Aliens 456, die in der Vergangenheit schon einmal Kontakt aufgenommen hatten. |           |                           |                              |                     |                                       |           |                                |
| 29 | 3         | Kinder der Erde: Tag drei | Children of Earth: Day Three | 8. Juni 2009        | 30. Sep. 2009                         | Euros Lyn | Russell T Davies & James Moran |
| „We are here“ In London finden Jack, Ianto, Gwen und Rhys Zuflucht in einer Lagerhalle, ehemals Torchwood 1, und richten sich notdürftig ein. Dorthin bringt Gwen auch Clem (Clement McDonald), den einzigen Erwachsenen, der genau wie die Kinder stehenbleibt und die gleichen Worte spricht. Die 456 transportieren sich in die von der britischen Regierung gebaute, mit einer giftigen Atmosphäre gefüllten Kammer und nehmen direkten Kontakt mit John Frobischer als Unterhändler der Briten auf. Auf Seiten der Menschen sind inzwischen neben dem Vereinigten Königreich auch etliche andere Länder (USA, VR China, Frankreich …) beteiligt. Die Öffentlichkeit erfährt darüber und über die Verhandlungen jedoch nichts. Dank einer zweifelnden Sekretärin, die auch den Auftrag Frobishers gesehen hat, Torchwood und etliche andere zu eliminieren, gelingt es Torchwood mithilfe von Kamera-Kontaktlinsen, die abgeriegelte Zone zu infiltrieren und Informationen zu sammeln. Währenddessen werden Jacks Tochter und Enkelsohn auf Anordnung Frobishers von einer Militäreinheit entführt, um ein Druckmittel gegen ihn zu haben. |           |                           |                              |                     |                                       |           |                                |
| 30 | 4         | Kinder der Erde: Tag vier | Children of Earth: Day Four  | 9. Juni 2009        | 7. Okt. 2009                          | Euros Lyn | John Fay                       |
| „3 2 5 “ Die 456 verlangen 10 % der Kinder auf der Erde oder sie vernichten die gesamte menschliche Spezies. Verhandlungen über die Anzahl scheitern und als Jack den Aliens mitteilt, dass die Menschheit eher bis zum Tod kämpft, als ihre Kinder zu opfern, verbreiten die 456 ein tödliches Virus im Gebäude, das zahlreiche Menschen tötet. Darunter auch Ianto. Die Regierungen der Welt beginnen daraufhin die Planung zur Umsetzung der Forderung der Aliens. |           |                           |                              |                     |                                       |           |                                |
| 31 | 5         | Kinder der Erde: Tag fünf | Children of Earth: Day Five  | 10. Juni 2009       | 14. Okt. 2009                         | Euros Lyn | Russell T Davies               |
| „You can see how the World ended“ Torchwood ist machtlos. Gwen Cooper versucht verzweifelt noch Kinder zu retten, während das Militär beginnt, die Kinder zu deportieren. Der Regierungsrat ist zu einem Rat geworden, der über die Zukunft der Menschheit richtet und diese in die Anarchie stürzt. Es kommt heraus, dass die Kinder für die 456 eine Substanz produzieren, die als Droge wirken. Auf Drängen seiner Tochter wird Jack von einer militärischen Eingreiftruppe aus dem Gefängnis befreit. 456 ist eine Frequenz. Durch die Analyse von Clems Tod wird das Team auf eine neue Frequenz aufmerksam. Clem hatte eine Verbindung zu den 456 und diese muss die 456 gestört haben. Das Team möchte diese Frequenz in eine „konstruktive Welle“ (constructive wave) um. Diese muss verstärkt werden. Dazu ist nur ein Kind in der Lage, das dabei sterben wird. Das einzige Kind in der Nähe ist der Enkel von Jack. Durch die Frequenz werden alle andere Kinder auch als Resonanzkörper angestoßen und die 456 zerbersten. Jack verlässt die Erde durch einen Teleport zu einem Raumkreuzer, der zufällig in der Nähe ist.          |           |                           |                              |                     |                                       |           |                                |

## Staffel 4: Miracle Day
Die Erstausstrahlung der vierten Staffel war vom 8. Juli bis zum 9. September 2011 auf dem US-amerikanischen Kabelsender Starz sowie in Großbritannien vom 14. Juli bis zum 15. September 2011 auf BBC One zu sehen. Die deutschsprachige Erstausstrahlung erfolgte in einer Eventprogrammierung am Wochenende vom 17. bis 19. August 2012 auf RTL II.
| Nr. (ges.) | Nr. (St.) | Deutscher Titel          | Originaltitel          | Erstausstrahlung USA | Deutschsprachige Erstausstrahlung (D) | Regie                 | Drehbuch                                                                |
| --- | --------- | ------------------------ | ---------------------- | -------------------- | ------------------------------------- | --------------------- | ----------------------------------------------------------------------- |
| 32 | 1         | Eine neue Welt           | The New World          | 8. Juli 2011         | 17. Aug. 2012                         | Bharat Nalluri        | Russell T Davies                                                        |
| Oswald Danes, der Mörder einer zwölfjährigen Schülerin, soll hingerichtet werden. Jedoch läuft die Exekution nicht wie geplant, er stirbt nicht an der Giftspritze. Kurz darauf hat CIA-Agent Rex Matheson einen Autounfall, der eigentlich sein Tod sein müsste. Langsam wird klar, dass auf der ganzen Welt das Sterben der Menschen aufgehört hat. US-Regierungsbehörden erhalten den Hinweis, dass es einen Zusammenhang zu Torchwood gibt, kurz darauf werden diese Daten aber gelöscht. Esther Drummond, Rex’ Kollegin, macht sich auf die Suche nach Informationen über Torchwood und trifft dabei auf Jack. Rex macht sich auf den Weg nach Großbritannien, um die Mitglieder von Torchwood ausfindig zu machen. |           |                          |                        |                      |                                       |                       |                                                                         |
| 33 | 2         | Vergiftet                | Rendition              | 15. Juli 2011        | 17. Aug. 2012                         | Billy Gierhart        | Doris Egan                                                              |
| Jack und Gwen werden verhaftet und in die USA überführt, wobei Jack von einer CIA-Agentin vergiftet wird. Während alle anderen Menschen nicht sterben können, scheint dies auf Jack nicht mehr zuzutreffen. Die steigende Anzahl von Patienten stellt das Gesundheitssystem vor scheinbar unlösbare Aufgaben. Es werden Forschungsgruppen gebildet, um der Situation Herr zu werden. Esther findet heraus, dass es in der CIA Leute gibt, die Torchwood auslöschen wollen. Sie kann der CIA entkommen und warnt Rex, der daraufhin Jack und Gwen zur Flucht verhilft. |           |                          |                        |                      |                                       |                       |                                                                         |
| 34 | 3         | Der unbekannte Feind     | Dead of Night          | 22. Juli 2011        | 17. Aug. 2012                         | Billy Gierhart        | Jane Espenson                                                           |
| Rex und Esther arbeiten mit Jack und Gwen im Untergrund weiter, um herauszufinden, was sich hinter dem „Wunder“, dass niemand mehr stirbt, verbirgt. Sie entdecken ein Lagerhaus voller Arzneimittel, was beweist, dass der Pharmariese Phicorp bereits lange vor dem Eintreten über das „Wunder“ Bescheid wusste. Jack wird auf Oswald Danes aufmerksam, der mittlerweile ebenfalls für Phicorp arbeitet. Rex bittet seine Ärztin Vera Juarez, ihnen zu helfen, mehr über Phicorps Pläne herauszufinden. |           |                          |                        |                      |                                       |                       |                                                                         |
| 35 | 4         | In der Höhle des Löwen   | Escape to L.A.         | 29. Juli 2011        | 17. Aug. 2012                         | Billy Gierhart        | Handlung: Jim Gray Schauspiel: Jim Gray & John Shiban                   |
| Eine Bürgermeisterin entwickelt die Kampagne „Tot ist tot“, Personen, die eigentlich tot sein müssten, sollen wie Tote behandelt werden. Dazu sollen sie von der Bevölkerung getrennt und in spezielle Einrichtungen verlegt werden. Das Torchwood-Team bricht währenddessen bei Phicorp ein und stiehlt einen Server. Dabei werden sie von einem Auftragsmörder aufgehalten. Er erwähnt, dass es eine Verbindung zu Jack gibt, wird aber, bevor er seine Auftraggeber nennen kann, von Rex ausgeschaltet. Auf dem Server findet Esther Baupläne für Auffanglager, die auf der ganzen Welt errichtet werden. Gwen erfährt von Rhys, dass ihr Vater in solch ein Lager gebracht wurde. |           |                          |                        |                      |                                       |                       |                                                                         |
| 36 | 5         | Kategorien des Lebens    | The Categories of Life | 5. Aug. 2011         | 18. Aug. 2012                         | Guy Ferland           | Jane Espenson                                                           |
| Die Menschen werden nun in drei Kategorien eingeteilt: Lebende, Verletzte und Menschen, die eigentlich tot sein müssten. Als Vera dies erfährt, schließt sie sich Torchwood an. Rex, Vera und Esther schleusen sich in ein Auffanglager ein, um herauszufinden, was dort mit den Patienten geschieht. Als Vera dem Leiter des Lagers androht, ihn wegen der unmenschlichen Zustände vor Gericht zu bringen, wird sie von ihm angeschossen und in das sogenannte „Modul“ gebracht. Wie sich herausstellt, sind diese Module Öfen, in denen die Patienten verbrannt werden. Währenddessen reist Gwen zurück nach Wales, um ihren Vater aus dem Lager zu holen. |           |                          |                        |                      |                                       |                       |                                                                         |
| 37 | 6         | Befreiungsaktion         | The Middle Men         | 12. Aug. 2011        | 18. Aug. 2012                         | Guy Ferland           | John Shiban                                                             |
| Jack erfährt vom Phicorp-Direktor, dass Phicorp nicht für das Wunder verantwortlich ist und nur von Hintermännern ausgenutzt wurde. Esther und Rex entkommen aus dem Sammellager, wobei der Lagerleiter, der nun auch Esther und Rex töten will, von einem Soldaten niedergeschossen wird. In der Zwischenzeit gelingt es Gwen, ihren Vater aus dem Lager zu befreien und das Modul zu zerstören. Ein Video der Zerstörung wird in den Nachrichten gezeigt, wodurch das Vorgehen der Regierungen der Öffentlichkeit bekannt wird. Als Gwen wieder in den USA ankommt, erfährt sie am Flughafen, dass ihre Familie entführt wurde und sie Jack ausliefern soll. |           |                          |                        |                      |                                       |                       |                                                                         |
| 38 | 7         | Sünden der Vergangenheit | Immortal Sins          | 19. Aug. 2011        | 18. Aug. 2012                         | Gwyneth Horder-Payton | Jane Espenson                                                           |
| Hier wird in Rückblenden das Kennenlernen von Angelo Colasanto, einem gläubigen Katholiken, und Jack 1927 vorgestellt. Zwischen den beiden entwickelt sich ein Verhältnis. Sie werden von der Mafia angeheuert, eine Kiste zu transportieren, töten jedoch den Inhalt der Kiste: einen Gehirnfresser, der Präsident Roosevelt infizieren soll, damit der Zweite Weltkrieg anders ausgeht. Beim Verlassen des Gebäudes wird Jack erschossen und Angelo kommt ins Gefängnis. Nach der Freilassung holt Jack ihn ab. Angelo hält Jack für den Teufel und ersticht ihn später. Nachdem Jack wieder zu sich kommt wird er gefesselt und von verschiedenen Personen immer wieder getötet, bis er von drei Männern seinen Peinigern abgekauft wird. Mit Angelos Hilfe gelingt es ihm aber zu fliehen, und den Männern bleibt nur Jacks Blut. In der Gegenwart entführt Gwen Jack, um ihre Familie zu retten. Rex und Esther gelingt es aber, den beiden zu folgen und Jack sowie Gwens Familie zu retten. Die Entführerin meint daraufhin, sie könne Jack zu Angelo bringen und dass dieser weiß, wie das Wunder anfing. |           |                          |                        |                      |                                       |                       |                                                                         |
| 39 | 8         | Die drei Familien        | End of the Road        | 26. Aug. 2011        | 19. Aug. 2012                         | Gwyneth Horder-Payton | Handlung: Ryan Scott Schauspiel: Jane Espenson & Ryan Scott             |
| Torchwood wird zu Angelo gebracht. Dieser hat sein Leben damit verbracht, den Weg zur Unsterblichkeit zu finden, ist allerdings stark gealtert und liegt im Sterben. Für das Wunder ist aber nicht er verantwortlich, sondern die Familien und Nachfahren der drei Männer, die Jack kaufen wollten. Kurz darauf trifft Rex’ Vorgesetzter der CIA ein und will das Team festnehmen. Durch einen Trick gelingt es Rex, ihm ein Geständnis zu entlocken, dass er für die drei Familien arbeitet. Er wird von der CIA verhaftet, die daraufhin mit Torchwood zusammenarbeiten will. Angelo verstirbt und ist somit der erste Tote seit dem Miracle Day, als Ursache wird eine Plattform im Boden vermutet. Als Jack sich weigert, die CIA über diese aufzuklären, wird Gwen zurück nach England deportiert. Jack flieht gemeinsam mit Esther, wird dabei aber angeschossen. |           |                          |                        |                      |                                       |                       |                                                                         |
| 40 | 9         | Die Quelle               | The Gathering          | 2. Sep. 2011         | 19. Aug. 2012                         | Guy Ferland           | John Fay                                                                |
| 61 Tage sind seit dem Miracle Day vergangen. Gwen ist zurück bei ihrer Familie in England. Ihren Vater, der mittlerweile zu Kategorie 1 gehört und daher verbrannt werden soll, versteckt sie im Keller. Esther und Jack sind mittlerweile bis nach Schottland geflohen. Jack hat sich von seiner Schusswunde erholt. Oswald Danes taucht bei Gwen auf, um zu erfahren, wo sich Jack befindet. Als dieser eintrifft, erklärt er, dass Jilly Kitzinger von den drei Familien angeworben wurde und daraufhin verschwand. Aufgrund seiner Aussagen vermutet Torchwood den Ursprung des Wunders in Shanghai und Buenos Aires. Bei einer Razzia wird Gwens Vater gefunden und in ein Sammellager gebracht. Das Team begibt sich daraufhin in beide Städte, die sich auf dem Globus genau gegenüberliegen. Während Jack und Gwen gemeinsam mit Oswald Danes nach Shanghai aufbrechen, trifft sich Esther in Buenos Aires mit Rex. Esther hat dabei eine große Menge von Jacks Blut bei sich, das sie ihm während ihrer Flucht abgenommen hatte. Als in Shanghai ein Tropfen von Jacks Blut zu Boden fällt und sich in eine Richtung fortbewegt, vermutet Gwen, dass die Quelle Jacks Blut anzieht. |           |                          |                        |                      |                                       |                       |                                                                         |
| 41 | 10        | Unsterbliches Blut       | The Blood Line         | 9. Sep. 2011         | 19. Aug. 2012                         | Billy Gierhart        | Handlung: Russell T Davies Schauspiel: Russell T Davies & Jane Espenson |
| Die Familien deponieren in beiden Städten Sprengstoff an den Zugängen zur Quelle, um zu verhindern, dass jemand sie erreicht. In Buenos Aires erhalten Rex und Esther Unterstützung vom argentinischen Militär. Einer der Soldaten arbeitet jedoch für die drei Familien und sprengt die Soldaten und den Koffer mit dem Blut in die Luft. Beide Teams schaffen es, sich Zugang zur Quelle zu verschaffen, und erfahren dort von den Familien, wie das Wunder entstand: Sie gaben Jacks Blut, das sie 1928 erwarben, in die Quelle, wodurch Jacks Unsterblichkeit auf alle Menschen übertragen wurde. Damit mit Jacks nun sterblichem Blut der Effekt nicht umgekehrt wird, wollten sie ihn umbringen lassen. Jack will sich in die Hand schneiden, um das Wunder zu beenden, allerdings muss dazu sein Blut an beiden Enden in die Quelle gelangen. Daraufhin schneidet sich in Buenos Aires auch Rex in die Hand, und es stellt sich heraus, dass das in die Luft geflogene Blut seines war, das mit dem von Jack ausgetauscht wurde. Er entfernt den Verband auf seiner Brust, während Gwen Jack erschießt, wodurch genug Blut in die Quelle gelangt, um das Wunder zu beenden. Esther wird allerdings von den Familien erschossen. Da Jack nun wieder unsterblich ist, heilt seine Wunde, und auch Rex überlebt. Die Familien werden vermeintlich getötet, es stellt sich jedoch heraus, dass diese weiter existieren. Auf Esthers Beerdigung erfährt Rex von einer Verräterin bei der CIA und wird von ihr erschossen. Kurz darauf erwacht er aber und seine Wunden heilen, genauso wie es bei Jack der Fall ist. |           |                          |                        |                      |                                       |                       |                                                                         |